# Mindelo
Mindelo est une ville (cidade) du Cap-Vert, située sur l'île de São Vicente, dont elle est la ville principale. Deuxième ville du pays, elle est tenue pour la capitale culturelle du Cap-Vert. La baie de Mindelo décrit un demi-arc de cercle presque parfait. Il s'agit en fait d'une ancienne caldeira partiellement ennoyée.

## Géographie

### Orographie
La ville occupe un site naturel exceptionnel au nord-ouest de l'île de São Vicente. En effet elle s'est développée autour d'une baie formant un demi-cercle presque parfait, la baie de Porto Grande, que surplombe au sud le Monte Cara. Le Monte Cara, le mont visage en français, doit son nom à sa forme qui évoque celle d'un visage humain vu couché et de profil. La baie est en fait une ancienne caldeira aujourd'hui ennoyée. Elle offre un excellent lieu de mouillage pour les bateaux.
La ville est entourée au sud par le Monte Cara, à l'ouest par le Morro Branco (en), et à l'est par le  Monte Verde.
Elle est traversée par la rivière Ribeira de Julião (en).

### Subdivisions administratives
Les subdivisions  administratives  de Mindelo sont:
- Alto Miramar
- Alto Morabeza
- Alto Santo António
- Alto São Nicolau
- Alto Solarine/Forca
- Atrás do Cemitério/Sul do Cemitério
- Bela Vista/Pedreira
- Campinho
- Chã de Alecrim
- Chã de Cemitério
- Chã de Marinha
- Chã de Monte Sossego
- Chê Guevarra
- Centre-ville de Mindelo
- Cruz João Evora
- Dji d'Sal
- Fernando Pó
- Fonte Cónego
- Fonte Filipe
- Fonte Françês
- Fonte Inês/Espia
- Fonte Meio/Madeiralzinho
- Fortinho
- Horta Seca
- Lazareto
- Matiota
- Monte/Craca
- Monte Sossego
- Pedra Rolada
- Ribeira Bote
- Ribeira da Craquinha
- Ribeira de Julião
- Ribeira de Passarão
- Ribeirinha
- Tchetchênia
- Vila Nova/Lombo Tanque
- Zone Industrielle Sud
- Zone Militaire

## Histoire

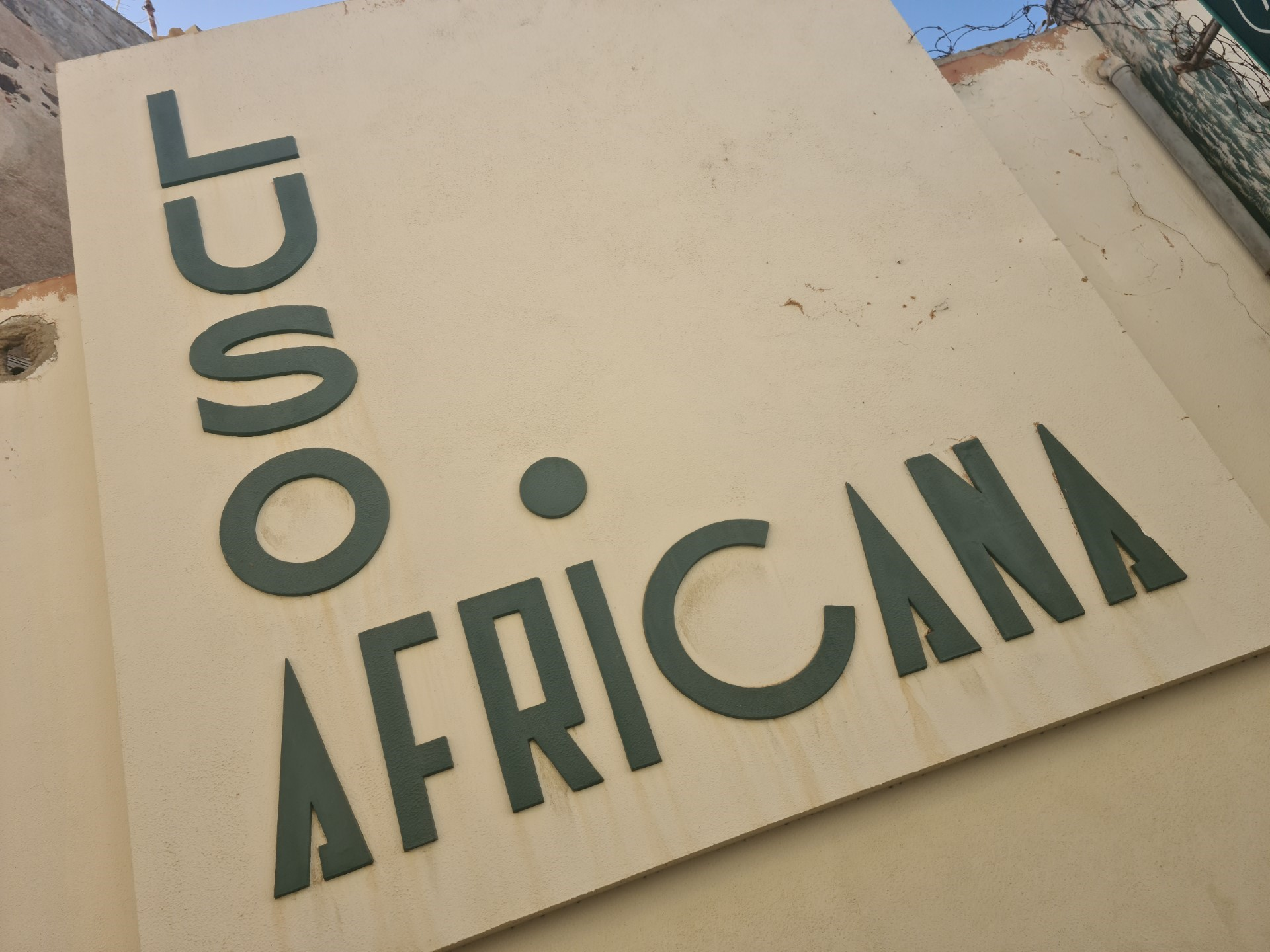
Enseigne de l'époque coloniale au centre-ville de Mindelo

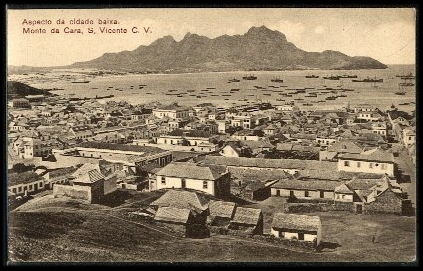
Carte postale de Mindelo, au début du XXe siècle

Une colonie portugaise a été établie à Mindelo en 1793 . Elle a porté le nom de Nossa Senhora da Luz, puis de Leopoldina vers 1820 en l’honneur de la reine Marie-Léopoldine d'Autriche. En 1838, il a été rebaptisé Mindelo en référence au débarquement de Mindelo de 1832, au Portugal:42–48 En 1879, elle est devenue une ville, et avait une population de 3 717 habitants :61–63.

## Population
Depuis 1990, l'évolution démographique de Mindelo a été :
| 1980   | 1990   | 2000   | 2010   | - |
| ------ | ------ | ------ | ------ | - |
| 36 746 | 47 109 | 62 497 | 70 468 | - |

| Histogramme de l'évolution démographique de Mindelo                                 |        |
| \| 1980 \| 36 746 \| \| 1990 \| 47 109 \| \| 2000 \| 62 497 \| \| 2010 \| 70 468 \| |        |
| 1980                                                                                | 36 746 |
| 1990                                                                                | 47 109 |
| 2000                                                                                | 62 497 |
| 2010                                                                                | 70 468 |

## Architecture

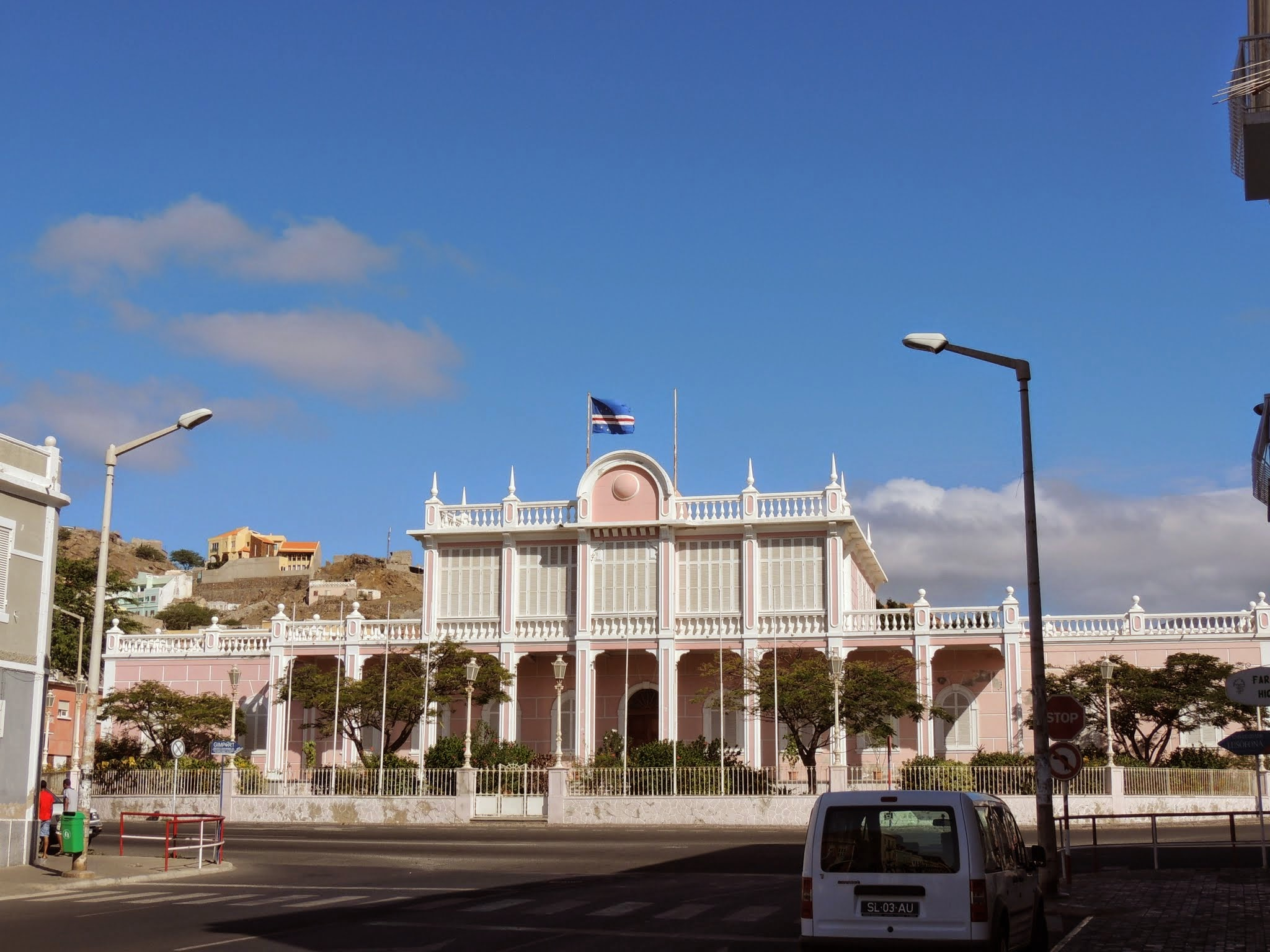
Palais du gouverneur.

Les rues principales de Mindelo sont l'Avenida Marginal (en), le long du front de mer, et la Rua Libertadores de África (en) qui lui est perpendiculaire (ancienne Rua Lisboa). De nombreux bâtiments coloniaux du XIXe siècle et du début du XXe siècle ont été conservés au centre-ville de Mindelo (en).
Les sites d'intérêt sont, entre-autres:
- Paços do Concelho (en), construit en 1860–1873, est l'hôtel de ville de la municipalité de São Vicente.
- Palácio do Povo (en), l’ancien Palais du Governeur, bâti en 1874, agrandi en 1928-1934
- Pró-catedral Nossa Senhora da Luz (es), construite en 1862
- Centro Nacional de Artesanato e Design (en), construit au XIXe siècle
- Fortim d'El-Rei (en), bâtie en 1852
- Phare de Ilhéu dos Pássaros
- Marché municipal, construit en 1878
- Ancienne douane, construite entre 1858 et 1860
- Ancien consulat britannique, construit dans les années 1870

## Culture
La ville est reconnue pour sa musique et ses musiciens et abrite un musée en l'honneur de la chanteuse Cesária Évora.

## Transports

### Transport aérien
La ville est desservie par l'aéroport international Cesária-Évora, inauguré en 2009 sous le nom d'aéroport de São Pedro et rebaptisé en 2012.

### Transport maritime
Le Porto Grande est le port le plus fréquenté du Cap-Vert.
Des services de traversiers relient le Porto Grande aux îles de Santo Antão, São Nicolau, Santiago et Sal,. La marina de Mindelo est aussi le principal point de départ pour les croisières transatlantiques de nombreux yachts qui y font escale et préparent leur traversée, spécialement pendant la saison des vents alizés, de novembre à avril[réf. souhaitée]. Il y a également un Shipchandler, BoatCV, présent dans la marina et en ville, qui peut effectuer certains réparations.

### Transport routier
La route EN1-SV01 relie Mindelo à l’Aéroport international Cesária-Évora, la route EN2-SV01 relie Mindelo à Baía das Gatas, la route EN2-SV02 va de Mindelo à Calhau.

## Éducation
Mindelo compte, entre-autres, le Liceu Velho et le Liceu Ludgero Lima.
Mindelo abrite l’université de Mindelo (en) qui a été fondée en 2003, la Faculté d'ingénierie et des sciences maritimes et l’École de commerce et de gouvernance de l’université du Cap-Vert, le campus de Mindelo de l' Université Jean Piaget du Cap-Vert.

## Lieux de culte

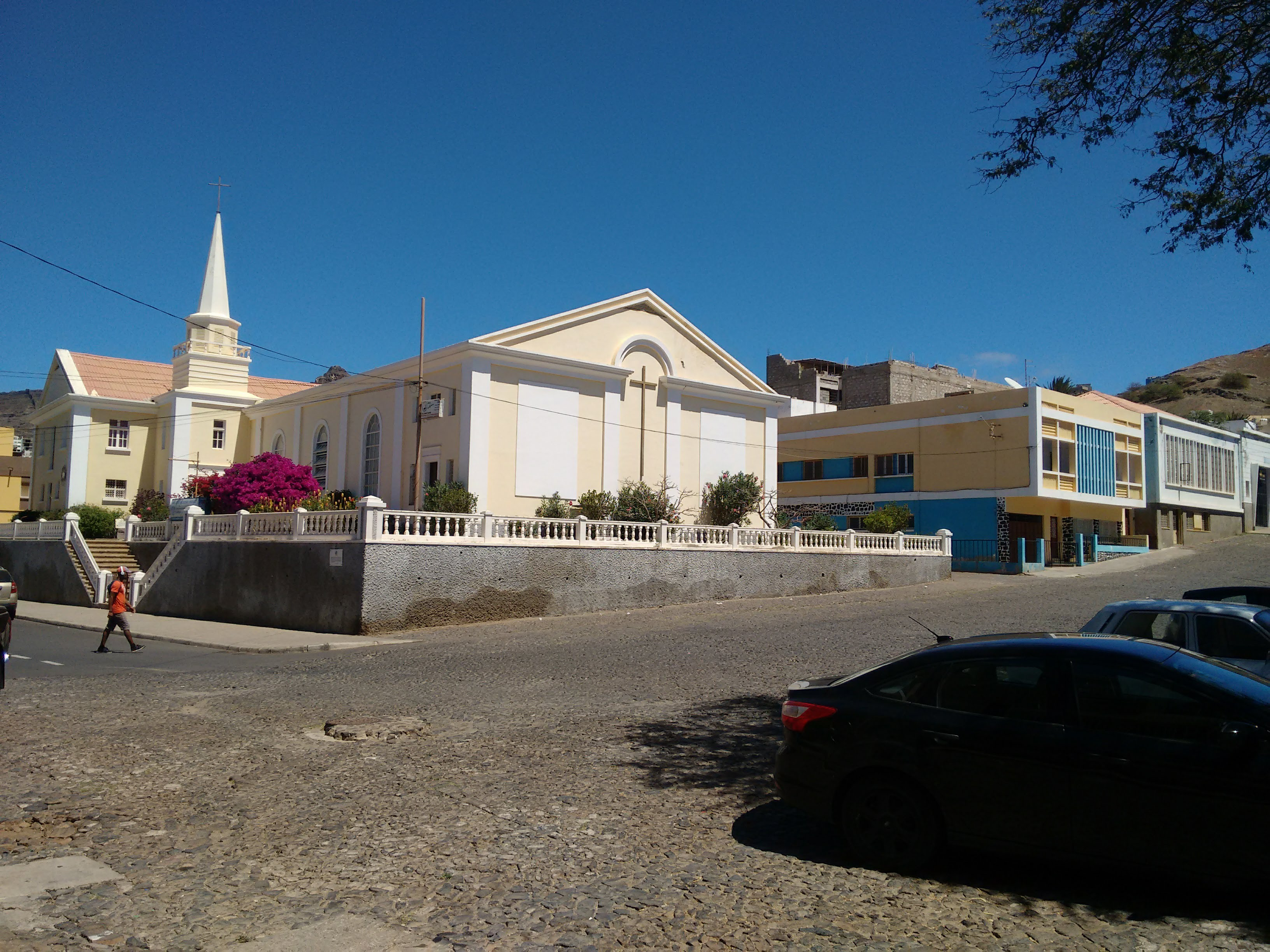
Église du Nazaréen.

Parmi les lieux de culte, il y a principalement des églises et des temples chrétiens : diocèse de Mindelo (Église catholique), Église du Nazaréen, Église universelle du royaume de Dieu, Assemblées de Dieu. Il y a aussi des mosquées musulmanes.

## Personnalités nées à Mindelo
- Sérgio Frusoni (1901-1975), poète
- António Aurélio Gonçalves (1901-1984), écrivain, critique et historien
- Manuel Lopes (1907-2005), écrivain
- Dona Tututa (1919-2014), pianiste
- Aguinaldo Fonseca (1922-2014), poète
- Ovídio Martins (1928-1999), poète et journaliste engagé
- Corsino Fortes (1933-2015), écrivain
- Oswaldo Osório (1937-), poète
- João Vário (1937-2007), poète, conteur et professeur de médecine
- Cesária Évora (1941-2011), chanteuse
- Paula Fortes, militante indépendantiste puis femme politique
- Carlos Veiga (1949-), homme politique
- Jorge Carlos Fonseca (1950-), homme politique
- Fantcha (1956-), chanteuse
- Tito Paris (1963-), chanteur et musicien
- Samira Vera-Cruz (1990-) Réalisatrice, monteuse, productrice

## Jumelages
| Ville | Ville         | Pays | Pays     |
| ----- | ------------- | ---- | -------- |
|       | Coimbra       |      | Portugal |
|       | Mafra         |      | Portugal |
|       | Oeiras        |      | Portugal |
|       | Porto         |      | Portugal |
|       | Vila do Conde |      | Portugal |